# آخرین مردان سرسخت
آخرین مردان سرسخت (به انگلیسی: The Last Hard Men) یک فیلم سینمایی وسترن آمریکایی محصول سال ۱۹۷۶ به کارگردانی اندرو وی. مک‌لاگلن، بر اساس رمان گان‌داون برایان گارفیلد (۱۹۷۱) است. بازیگران اصلی فیلم چارلتون هستون و جیمز کابرن می‌باشند و باربارا هرشی در نخستین حضور خود در یک نقش مکمل، خورخه ریورو، مایکل پارکس و لری ویلکاکس نقش‌آفرینی می‌کنند.

## داستان
دزد قطاری به‌نام «زاک» دو نگهبان را می‌کشد و با شش نفر از هم‌سلولی‌هایش از زندانی در یوما می‌گریزد «زاک» می‌خواهد «سام»، کلانتر سابق شهر را بیابد و او را که باعث دستگیری و زندانی شدنش بوده، بکشد. «سام» که می‌داند «زاک» برای انتقام سراغش خواهد آمد، به کمک «کلانتر نای» (پارکس) حقه‌ای سوار می‌کند تا او را به دام بیندازد، اما «زاک» موفق می‌شود تا «سوزان» (هرشی)، دختر «سام»، را گروگان بگیرد. حالا «سام»، «نای»، نامزد «سوزان» و یک نفر دیگر، «زاک» و افرادش را تعقیب می‌کنند و سرانجام، «سام» با آتش زدن مخفیگاه «زاک»، او و افرادش را بیرون می‌کشد و با این که زخمی شده، «زاک» را از پا در می‌آورد.